# Banglas Barat
Banglas Barat is een bestuurslaag in het regentschap Meranti-eilanden van de provincie Riau, Indonesië. Banglas Barat telt 3450 inwoners (volkstelling 2010).